# باسيليو فيغيروا
باسيليو فيغيروا هو سياسي أمريكي، ولد في 10 ديسمبر 1951 في Arroyo, Puerto Rico ‏ في الولايات المتحدة. نشط حزبياً في الحزب التقدمي الجديد.